# Gustaw Piotrowski
Gustaw Piotrowski (1. března 1833 Tarnów – 31. prosince 1884 Krakov) byl rakouský lékař, fyziolog, vysokoškolský pedagog a politik polské národnosti z Haliče, v 2. polovině 19. století poslanec Říšské rady.

## Biografie
Studoval v letech 1851–1856 medicínu na Vídeňské univerzitě, kde mezi jeho pedagogy patřil mj. Ernst Wilhelm von Brücke. V roce 1856/1857 byl asistentem u Johanna Nepomuka Czermaka v Krakově. V roce 1857 získal titul doktora lékařství. V roce 1857/1858 pobýval na univerzitě v Göttingenu kde se u profesorů Wöhlera Webera specializoval na fyziologii. V roce 1858/1859 pak získával poznatky z chemie a fyziky u profesorů Bunsena a Helmholtze v Heidelbergu. Odmítl pozvání do Varšavy a nastoupil místo toho na Jagellonskou univerzitu v Krakově. Zde byl v roce 1859/1860 suplentem a v období let 1860–1884 profesorem fyziologie, přičemž v období 1864/1865, 1865/1866, 1868/1869, 1870/1871, 1876/1877, 1877/1878, 1880/1881 a 1883/1884 byl děkanem lékařské fakulty. V roce 1873/1874 působil jako rektor univerzity. V roce 1868 prosadil výstavbu nového ústavu fyziologie. Publikoval desítky odborných studií. Byl členem akademie věd v Krakově. Působil i jako kurátor zemědělské školy v Czernichówě u Krakova.
Byl aktivní i veřejně a politicky. Byl zvolen na Haličský zemský sněm. Zemský sněm ho roku 1870 delegoval i do Říšské rady (celostátní parlament, volený nepřímo zemskými sněmy). Opětovně byl zemským sněmem do Říšské rady vyslán roku 1871 za kurii velkostatkářskou v Haliči. Mandát ale byl 21. dubna 1873 prohlášen pro dlouhodobou absenci za zaniklý.
Zemřel v prosinci 1884. Jeho syn Gustaw Piotrowski mladší byl rovněž významným lékařem.